# Athetis grandidieri
Athetis grandidieri là một loài bướm đêm trong họ Noctuidae.